# Burlington, Oklahoma
Burlington är en ort i Alfalfa County i Oklahoma. Orten har fått sitt namn efter Burlington i Iowa. Drumm var ett annat namn som förekom vid tidpunkten av ortens grundande men år 1907 fastnade man vid Burlington. Enligt 1980 års folkräkning hade Burlington 206 invånare, men fram till 2010 års folkräkning hade invånarantalet minskat till 152.